# 埃里克·彻奇
肯尼思·埃里克·彻奇（英語：Kenneth Eric Church，1977年5月3日—）是美国乡村音乐唱作歌手。彻奇自2005年起在Capitol纳什维尔旗下发行专辑。他于2006年发布首张专辑《Sinners Like Me》，2009年发布第二张专辑《Carolina》。2011年，彻奇发布第三张专辑《Chief》取得巨大成功，此张专辑登顶美国公告牌二百强专辑榜，其中单曲《Springsteen》《Drink in My Hand》登顶公告牌热门乡村歌曲榜。此后，彻奇先后发表专辑《The Outsiders》（2014年）、《Mr. Misunderstood》（2015年）、《Desperate Man》（2018年），三部曲专辑《Heart & Soul》（2021年）。

## 音乐作品
录音室专辑
- 《Sinners Like Me（英语：Sinners Like Me）》（2006年）
- 《Carolina（英语：Carolina (Eric Church album)）》（2009年）
- 《Chief（英语：Chief (album)）》（2011年）
- 《The Outsiders（英语：The Outsiders (Eric Church album)）》（2014年）
- 《Mr. Misunderstood（英语：Mr. Misunderstood）》（2015年）
- 《Desperate Man（英语：Desperate Man (album)）》（2018年）
- 《Heart & Soul（英语：Heart & Soul (Eric Church album)）》（2021年，三部曲专辑，分为《Heart》、《&》、《Soul》三部分）
- 《Evangeline vs. the Machine（英语：Evangeline vs. the Machine）》（2025年）